# 国家复苏理事会
国家复苏理事会，简称MPN，是慕尤丁领导下的马来西亚政府于2021年7月16日成立的委员会，旨在应对马来西亚的COVID-19疫情。该理事会由慕尤丁直接领导，直至他于2021年8月16日辞去首相职务。之后，慕尤丁于2021年9月4日被新任首相依斯迈沙比里委任为国家复苏理事会主席。理事会成员包括首相、财政部长、贸工部长、工程部长、教育部长、外交部长、卫生部长、科艺部长、首相署负责经济事务的部长、政府首席秘书、卫生总监及国家安全理事会总监。2022年12月21日解散。

## 历史
前首相马哈迪·莫哈末和其领导的祖国斗士党数次提议成立国家复苏理事会（MPN），以克服马来西亚对COVID-19的处理，特别是在健康、经济、政治和教育方面。COVID-19患者病例的增加成为马来西亚人民的担忧，因此需要成立这个机构。2021年7月16日，时任首相慕尤丁正式成立国复会，取代原本的“国家复苏计划内阁特别委员会”。
慕尤丁下台后，其继任者依斯迈沙比里因任命慕尤丁为国复会主席而受到批评，后者在处理COVID-19方面被认为表现不佳。不过，慕尤丁承诺不会领取任何酬劳。